# WTA-toernooi van Saint-Malo
Het WTA-toernooi van Saint-Malo is een jaarlijks terugkerend tennistoernooi voor vrouwen dat wordt georganiseerd in de Franse havenstad Saint-Malo. De officiële naam van het toernooi is L'Open 35 de Saint-Malo.
De WTA organiseert het toernooi, dat in de categorie "WTA 125" valt en wordt gespeeld op gravelbanen.
Het toernooi vond in 2021 voor het eerst onder auspiciën van de WTA plaats. Daarvoor was het een ITF-toernooi, sinds 2008 in Saint-Malo. Het ITF-toernooi dat daarvan de voorganger was, van 1996 tot en met 2007, had het nabijgelegen Dinan (op 31 km afstand) als plaats van handeling.

## Finales

### Enkelspel
| Datum      | Naam                    | Cat.    | ($)     | Ondergrond     | Winnares            | Verliezend finaliste | Uitslag       |         |
| ---------- | ----------------------- | ------- | ------- | -------------- | ------------------- | -------------------- | ------------- | ------- |
| 2021-05-03 | L'Open 35 de Saint-Malo | WTA 125 | 115.000 | gravel, buiten | Viktorija Golubic   | Jasmine Paolini      | 6-1, 6-3      | details |
| 2022-05-02 | L'Open 35 de Saint-Malo | WTA 125 | 115.000 | gravel, buiten | Beatriz Haddad Maia | Anna Blinkova        | 7-6, 6-3      | details |
| 2023-05-01 | L'Open 35 de Saint-Malo | WTA 125 | 115.000 | gravel, buiten | Sloane Stephens     | Greet Minnen         | 6-3, 6-4      | details |
| 2024-04-29 | L'Open 35 de Saint-Malo | WTA 125 | 115.000 | gravel, buiten | Loïs Boisson        | Chloé Paquet         | 4-6, 7-6, 6-3 | details |

### Dubbelspel
| Datum      | Naam                    | Cat.    | ($)     | Ondergrond     | Winnaressen                          | Verliezend finalistes           | Uitslag          |         |
| ---------- | ----------------------- | ------- | ------- | -------------- | ------------------------------------ | ------------------------------- | ---------------- | ------- |
| 2021-05-03 | L'Open 35 de Saint-Malo | WTA 125 | 115.000 | gravel, buiten | Kaitlyn Christian Sabrina Santamaria | Hayley Carter Luisa Stefani     | 7-6, 4-6, [10-5] | details |
| 2022-05-02 | L'Open 35 de Saint-Malo | WTA 125 | 115.000 | gravel, buiten | Eri Hozumi Makoto Ninomiya           | Estelle Cascino Jessika Ponchet | 7-6, 6-1         | details |
| 2023-05-01 | L'Open 35 de Saint-Malo | WTA 125 | 115.000 | gravel, buiten | Greet Minnen Bibiane Schoofs         | Ulrikke Eikeri Eri Hozumi       | 7-6, 7-6         | details |
| 2024-04-29 | L'Open 35 de Saint-Malo | WTA 125 | 115.000 | gravel, buiten | Amina Ansjba Anastasia Dețiuc        | Estelle Cascino Carole Monnet   | 7-6, 2-6, [10-5] | details |